# Epiactaea
Epiactaea es un género de crustáceo decápodo de la familia Xanthidae.

## Especies
Comprende las siguientes especies:
- Epiactaea bullifera (Alcock, 1898)
- Epiactaea margaritifera (Odhner, 1925)
- Epiactaea nodulosa (White, 1848)